# Monções
Monções est une municipalité brésilienne de l'État de São Paulo et la Microrégion de Nhandeara.